# 42-й истребительный авиационный полк ВВС ВМФ
42-й истребительный авиационный полк (ВВС ВМФ) — воинская часть ВВС ВМФ СССР, принимавшая участие в боевых действиях  во время Советско-японской войны.

## Наименования полка
- 42-й авиационный полк[1];
- 42-й отдельный смешанный авиационный полк ВВС СТОВФ[1];
- 42-й отдельный истребительный авиационный полк ВВС СТОВФ[1];
- 42-й отдельный истребительный авиационный Сахалинский полк ВВС СТОВФ[1];
- 42-й истребительный авиационный Сахалинский полк ВВС 7-го ВМФ[1];
- 42-й истребительный авиационный Сахалинский полк ВВС ТОФ[1];
- 42-й истребительный авиационный Сахалинский полк ПВО[1];
- Войсковая часть (полевая почта) 26857.

## История полка
Полк сформирован как 42-й авиационный полк на аэродроме Знаменское в соответствии с директивой НШ ТОФ № 41/00672 от 11.06.1940 года в составе ВВС Северо-Тихоокеанской военной флотилии по штату 15/828-Д. На комплектование полка была обращена 7-я отдельная авиационная эскадрилья скоростных бомбардировщиков СБ 29-й авиационной бригады ВВС Тихоокеанского Флота с аэродрома Новонежино. В соответствии со штатным расписанием в полку были сформированы четыре эскадрильи: три на истребителях И-16 и четвёртая — на скоростных бомбардировщиках СБ. По состоянию на первое июня 1941 года в полку имелось 19 И-16, 19 И-153, 14 И-15бис и 14 СБ. На завершение формирования полка была обращена 9-я отдельная истребительная авиационная эскадрилья ВВС ВВС Северо-Тихоокеанской военной флотилии.
Приказом Народного комиссара Военно-морского флота СССР № 0039 от 02.02.1943 года 10 марта 1943 года полк переформирован в 42-й отдельный смешанный авиационный полк. При этом 3-я авиационная эскадрилья полка была обращена на формирование 41-го иап, остальные эскадрильи переформированы в соответствии с новым штатным расписанием. 9 сентября в составе полка была сформирована 4-я (штурмовая) эскадрилья на самолётах
Ил-2 по штату № 030/262-А.
11 февраля 1945 года в соответствии с циркуляром НГМШ ВМФ № 01358 от 28.11.1944 года полк переформирован в 42-й отдельный истребительный авиационный полк ВВС СТОВФ по штату № 030/256, дислоцирующийся на аэродромах Знаменское и Гроссевичи. Третья бомбардировочная эскадрилья была обращена на формирование 55-го отдельного полка пикирующих бомбардировщиков, а 4-я АЭ — на формирование 56-го отдельного штурмового авиационного полка. Командир полка Радус Ф. Н. сдал дела и убыл на аэродром Унаши, где с декабря 1944 года приступил к формированию 55-го аппб. На аэродроме Знаменское из состава бывшей 3-й эскадрильи были оставлены 3 самолёта Пе-2 и 3 СБ, из которых было сформировано разведывательное звено (три экипажа) с прямым подчинением штабу ВВС СТОФ.

### Боевые действия полка
К началу войны с Японией полк был вооружён самолётами Як-9 и ЛаГГ-3, базируясь на аэродромах Знаменское и Гроссевичи. С началом боевых действий полк выполнял задачи сопровождения разведчиков, бомбардировщиков 55-го и штурмовиков 56-го полков, а также истребительное прикрытие своих войск. 22 августа 16 самолётов полка вместе с шестью Ил-2 56-го ШАП перелетели на Сахалин, на захваченный аэродром Коноторо (сейчас это п. Костромское, Сахалинская обл.), откуда выполнялись вылеты на бомбо-штурмовые удары. Всего за короткий период боевых действий было выполнено 243 боевых вылета без потерь со своей стороны.
Приказом ВГК № 0501 15 сентября 1945 года полку присвоено почётное наименование Сахалинский

### Послевоенная история
8 октября 1945 года полк был подчинён и вошёл в состав 15-й смешанной авиадивизии ВВС СТОФ. 15 декабря 1946 года полк передаётся в состав формируемой Сахалинской флотилии. 1 мая 1947 года полк передаётся в состав 7-го ВМФ (вместе с дивизией).
По состоянию на 1949 год полк дислоцируется на аэродроме Знаменское. На вооружении трёх АЭ полка имеются истребители Як-9.
В ноябре 1950 года полк из состава 15-й сад передаётся в состав 16-й сад. В это время полк передислоцируется с аэродрома Коноторо на аэродром Ольховатка. На вооружении полка поступают самолёты МиГ-15. 30 октября 1953 года на основании директивы ГШ ВМС № ОМУ/56715 от 05.09.1953 года полк передаётся в состав 15-й иад (бывшая 15-я сад) с передислокацией на аэродром Корсаков. Происходит перевооружение на МиГ-17. 1 марта 1955 года полк передислоцируется на аэродром Советская Гавань-Постовая, на материк. С 1 февраля 1957 года полк передаётся из состава ВВС ТОФ в состав отдельной Дальневосточной армии ПВО. 31 марта 1958 года 42-й истребительный авиационный Сахалинский полк расформирован на аэродроме Постовая.

## Катастрофы в полку
- 25 ноября 1941 года, днём, в районе р. Коппи, при выполнении полёта составом звена, самолёт И-16, пилотируемый мл. л-том Вишняковым Б. П., по неустановленной причине вышел из строя со снижением и упал в б. Андрея в 50 метрах от берега.
- 22 января 1942 года из-за отказа мотора на взлёте упал учебно-тренировочный самолёт УТИ-4. Экипаж: лётчик-инструктор, командир звена 1-й АЭ лейтенант Базекин А. Т. и лётчик 1-й АЭ младший лейтенант Винокуров Ф. И. — погиб.
- 6 августа 1942 года, катастрофа. При выполнении на полигоне бомбометания с пикирования разрушился в воздухе и упал самолёт И-15бис, пилотируемый лётчиком 3-й АЭ младшим лейтенантом Глаголевым М. И.
- В марте 1944 года произошла авария в 4-й АЭ, в которой получил ранения и 22 марта 1944 года умер командир звена старший лейтенант Соляр М. М.
- 23 июня 1944 года, при выполнении задания на поливку зенитной береговой батареи «Лососина» из двух ВАП-500 (имитация химической атаки), в районе м. Путятина в тумане пропал самолёт СБ 3-й АЭ полка. Экипаж, в составе: лётчик младший лейтенант Гусарченко П. Н., штурман лейтенант Бобоедов А. А., стрелок-радист младший сержант Дьяченко С. А. — предположительно погибли (поиски самолёта результата не дали).
- 19 июля 1944 года, при выполнении полёта на бомбометание на полигоне о. Туло, потерпел катастрофу Ил-2 4-й АЭ. В полёте загорелся мотор. При выполнении отворота от плавдока Северного судоремонтного завода горящий самолёт упал в воду б. Курикша и затонул с экипажем: лётчик лейтенант Талышкин В. М. и стрелок-радист матрос Тимошкин. Экипаж погиб.
- 21 июля упал самолёт, пилотируемый лейтенантом Косьяновым А. Д. Лётчик погиб.
- 4 декабря 1951 года катастрофа самолёта УЛа-11. Аэродром Ольховатка, день, СМУ. Экипаж, в составе: капитан Степурин М. Т. и лейтенант Симонов В. Н. вылетели в зону, 7 км от аэродрома. Ввиду резкого ухудшения погоды самолёт на аэродром не вернулся, поиски результатов не дали. Летом поиски были возобновлены, положительного результата не получено.

## Командиры полка
- Редькин (1940),
- Кияшко (1941-1942),
- Герой Советского Союза Радус Ф. Н. (июнь 1943-декабрь 1944),
- Новиков Б. А. (декабрь 1944- январь 1948),
- Карасёв С. Е. ( январь 1948-1952),
- Никитин П. В. (1953-1954),
- Герой Советского Союза Баршт А. А. (1954-1957).

## Интересные факты
Боевое знамя полка хранится в музее ТОФ, и до 2006 года ежегодно выносилось на парад в честь дня Победы перед строем войск Владивостокского гарнизона.